# Synagelides wangdicus
Synagelides wangdicus là một loài nhện trong họ Salticidae.
Loài này thuộc chi Synagelides. Synagelides wangdicus được Bohdanowicz miêu tả năm 1978.